# World Games/Drachenboot
Bei den alle vier Jahre stattfindenden World Games waren Drachenbootwettbewerbe zwei Mal als Einladungssportart vertreten. Drachenbootrennen wurden erstmals 2005 bei den World Games ausgetragen. 2009 waren sie als Einladungssport erneut bzw. zum letzten Mal Teil der World Games.

## World Games 2005
Die 7. World Games wurden vom 14. bis 24. Juli 2005 im deutschen Duisburg ausgetragen.
| Wettbewerb | Gold                  | Silber        | Bronze        |
| ---------- | --------------------- | ------------- | ------------- |
| 200 m      | Russland              | Schweiz       | Deutschland 2 |
| 500 m      | Russland              | Schweiz       | Deutschland 1 |
| 1000 m     | Tschechische Republik | Deutschland 2 | Russland      |
| 2000 m     | Deutschland 2         | Russland      | Schweden      |

## World Games 2009
Die 8. World Games wurden vom 16. bis 26. Juli 2009 im taiwanischen Kaohsiung ausgetragen.
| Wettbewerb | Gold     | Silber            | Bronze            |
| ---------- | -------- | ----------------- | ----------------- |
| 200 m      | Russland | Ungarn            | Chinesisch Taipeh |
| 500 m      | Russland | Ungarn            | Deutschland       |
| 1000 m     | Russland | Deutschland       | Ungarn            |
| 2000 m     | Russland | Chinesisch Taipeh | Kanada            |

## Medaillenspiegel
Als Einladungssportart zählen die erreichten Medaillen bei den Drachenbootwettbewerben nicht zum Medaillenspiegel der World Games.
| Platz | Land              | Gold | Silber | Bronze | Gesamt |
| ----- | ----------------- | ---- | ------ | ------ | ------ |
| 1     | Russland          | 6    | 1      | 1      | 8      |
| 2     | Deutschland       | 1    | 2      | 3      | 6      |
| 3     | Tschechien        | 1    | −      | −      | 1      |
| 4     | Ungarn            | −    | 2      | 1      | 3      |
| 5     | Schweiz           | −    | 2      | −      | 2      |
| 6     | Chinesisch Taipeh | −    | 1      | 1      | 2      |
| 7     | Kanada            | −    | −      | 1      | 1      |
| 7     | Schweden          | −    | −      | 1      | 1      |